# Maximilienne
Maximilienne, pseudonimo di Henriette Adeline Genty (Parigi, 28 novembre 1884 – Nizza, 28 agosto 1978), è stata un'attrice francese.

## Biografia
Dopo gli esordi in teatro, entrò nel circuito cinematografico nel 1925, debuttando nel film Il cavaliere della notte di Jean Epstein. Interpretò spesso il ruolo dell'affabile zitella di mezza età, come in L'assassino abita al 21 (1941) di Henri-Georges Clouzot. Relegata sempre al ruolo di caratterista, apparve in una cinquantina di film tra il 1931 e il 1959, lavorando con diverse generazioni di attori, tra cui Raimu, Jean Lefebvre e Fernandel.
Frequentò la compagnia di attori marsigliesi di Marcel Pagnol, regista che la diresse nel ruolo di mademoiselle Angele, la vecchia presa in giro da Robert Bassac nel film La moglie del fornaio (1938).
Dopo trentacinque anni di carriera cinematografica, si ritirò nel 1960 e morì nel 1978 a 93 anni.

## Filmografia parziale

### Cinema
- Il cavaliere della notte (Les aventures de Robert Macaire), regia di Jean Epstein (1925)
- A me la libertà! (À nous la liberté), regia di René Clair (1931)
- Boule de gomme, regia di Georges Lacombe (1931)
- L'Âne de Buridan, regia di Alexandre Ryder (1932)
- Per le vie di Parigi (Quatorze Juillet), regia di René Clair (1933)
- La Guerre des valses, regia di Ludwig Berger (1933)
- Il principe scomparso (Incognito), regia di Kurt Gerron (1934)
- La leggenda di Liliom (Liliom), regia di Fritz Lang (1934)
- Uno della montagna (Un de la montagne), regia di Serge de Poligny e René Le Hénaff (1934)
- Il giglio insanguinato (Maria Chapdelaine), regia di Julien Duvivier (1934)
- Amanti (Amants et voleurs), regia di Raymond Bernard (1935)
- Otto cani in cerca di padrona (Mademoiselle Mozart), regia di Yvan Noé (1936)
- Il disco 413 (Le disque 413), regia di Richard Pottier (1936)
- Il fu Mattia Pascal (L'homme de nulle part), regia di Pierre Chenal (1937)
- Prigione senza sbarre (Prison sans barreaux), regia di Léonide Moguy (1938)
- La moglie del fornaio (La femme du boulanger), regia di Marcel Pagnol (1938)
- Cavalcata d'amore (Cavalcade d'amour), regia di Raymond Bernard (1940)
- Nelle sabbie mobili (L'empreinte du Dieu), regia di Léonide Moguy (1940)
- Cercasi padrone (Parade en 7 nuits), regia di Marc Allégret (1941)
- Cartacalha (Cartacalha, reine des gitans), regia di Léon Mathot (1942)
- L'assassino abita al 21 (L'assassin habite... au 21), regia di Henri-Georges Clouzot (1942)
- Simplet, regia di Fernandel e Carlo Rim (1942)
- L'amante immaginaria (Au bonheur des dames), regia di André Cayatte (1943)
- Monsieur Vincent, regia di Maurice Cloche (1947)
- Clochemerle , regia di Pierre Chenal (1948)
- L'eredità di Fernandel (L'armoire volante), regia di Carlo Rim (1948)
- Festa di maggio (Premier mai), regia di Luis Saslavsky (1958)

## Teatro
- Show Boat, di Oscar Hammerstein II e Jerome Kern, adattamento di Alexandre Fontanes e Lucien Boyer, Théâtre du Châtelet (1937)
- Pamplemousse, di André Birabeau, Théâtre Daunou, Théâtre des Célestins (1937)
- Ce coquin de soleil opérette de Raymond Vincy, regia di René Pujol, Théâtre des Célestins
- Le Légataire universel, di Jean-François Regnard, regia di Georges Douking, Théâtre des Célestins

## Doppiatrici italiane
- Clara Ristori in L'assassino abita al 21